# Margaretha Consort
Het Margaretha Consort is een Nederlands muziekgezelschap voor oude muziek, met de nadruk op de Duitse en Italiaanse vroege barokmuziek. Het gezelschap is in 2009 opgericht door celliste en gambiste Marit Broekroelofs. Zij is sindsdien artistiek leider van het gezelschap.
De samenstelling van het Margaretha Consort is afhankelijk van het programma dat gespeeld wordt. Er is een vaste kern van musici op wie meestal een beroep wordt gedaan, maar afhankelijk van het te spelen repertoire wordt deze kern aangevuld met zangers en instrumentalisten. Hierdoor varieert de grootte van het Margaretha Consort per muziekproject. De muzikale leiding is doorgaans in handen van Broekroelofs, maar wordt soms ook door gasten vervuld, zoals Jos van Veldhoven of Pieter Dirksen.
In 2018 werd de cd A German Christmas uitgebracht bij Naxos. Twee jaar later volgde in eigen beheer de cd Sweet Quarantine, die werd uitgebracht om het gebrek aan optredens tijdens de coronacrisis te compenseren.
In 2023 verscheen, eveneens bij Naxos, de CD A German Passion. Het Margaretha Consort brengt daar in samenwerking met organist Sietze de Vries muziek over het lijden en de opstanding van Christus ten gehore.